# Grachterdalgrub

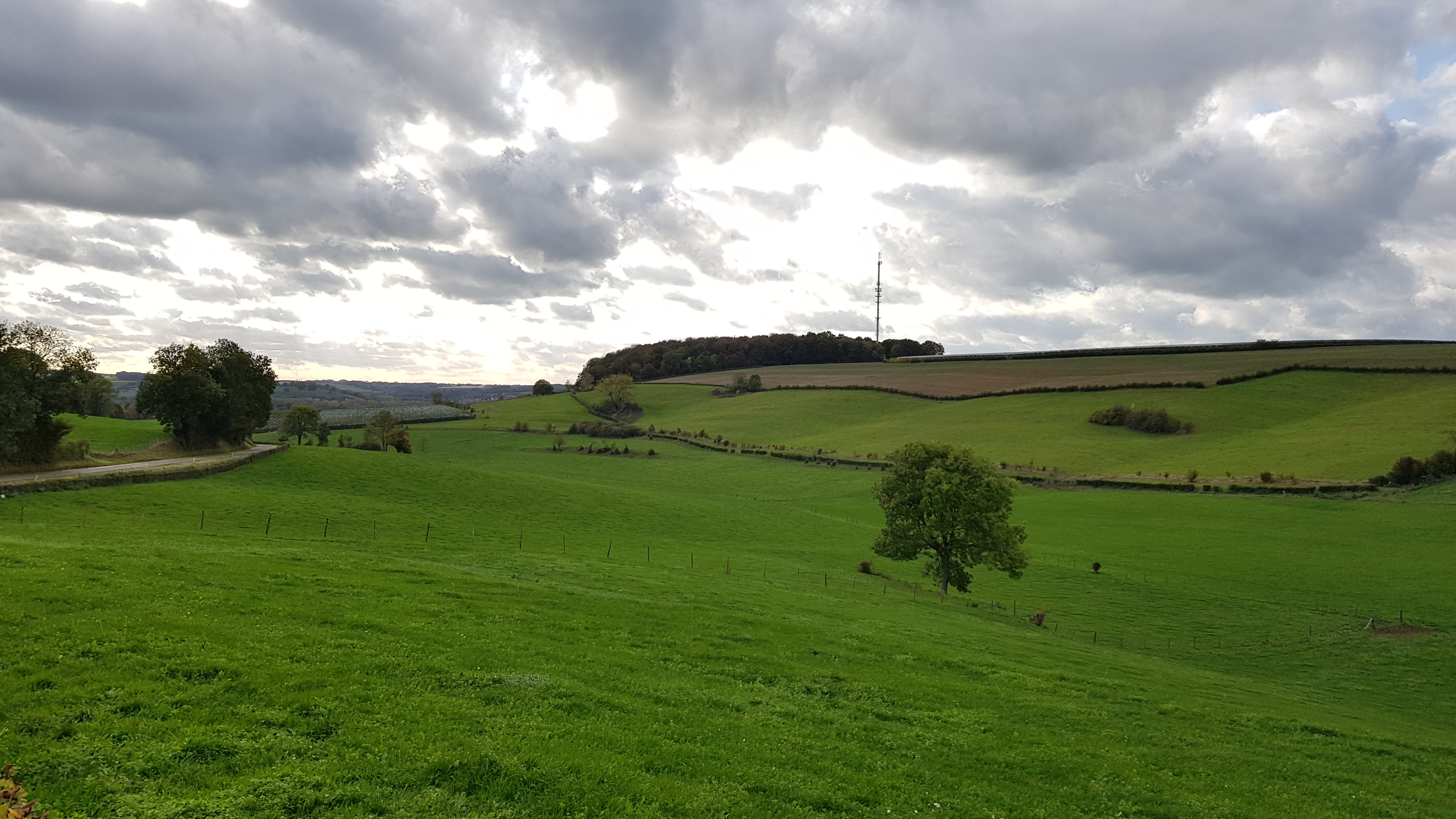
Grachterdalgrub

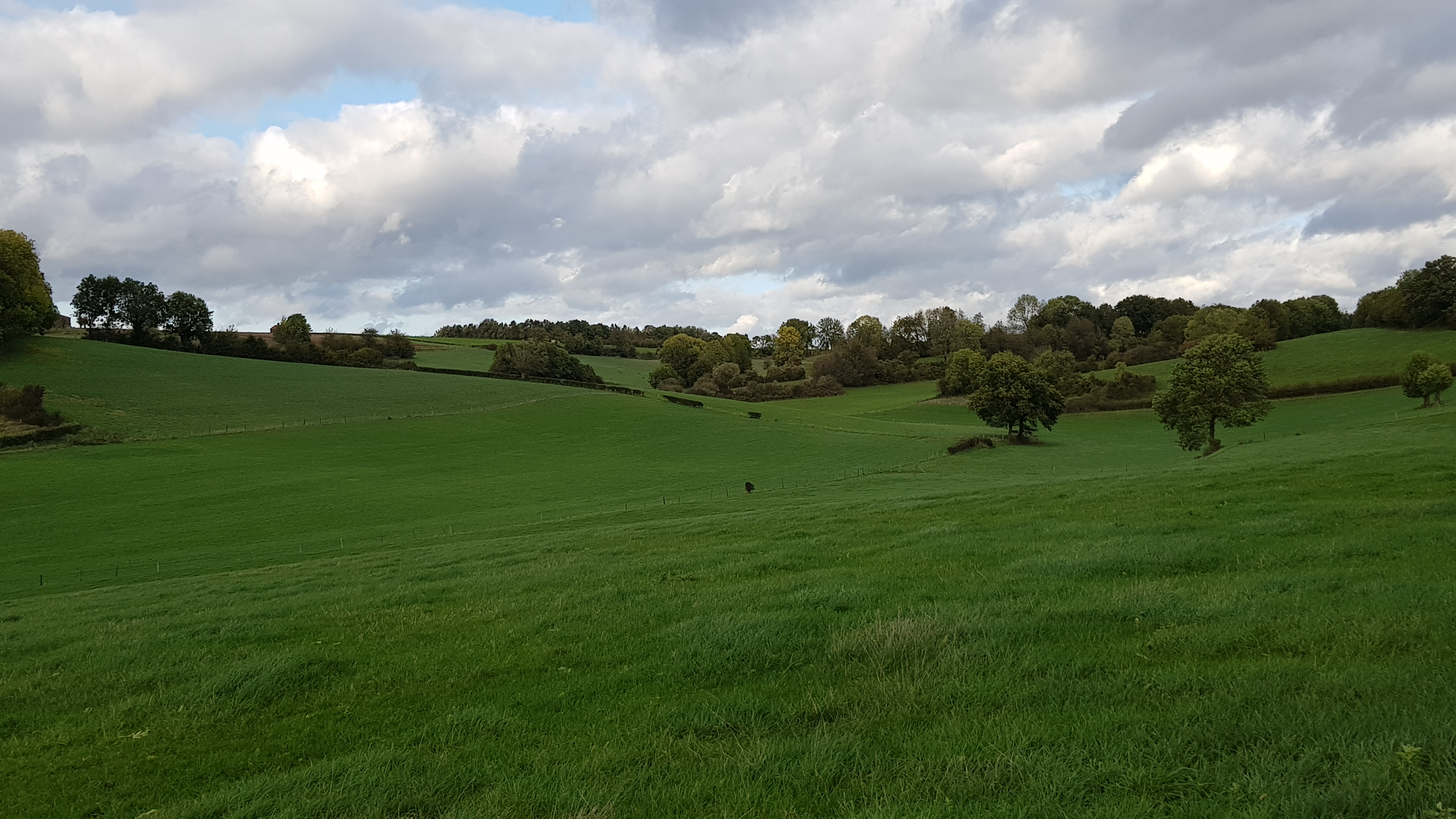
Grachterdalgrub

De Grachterdalgrub is een droogdal in Nederlands Zuid-Limburg in de gemeente Gulpen-Wittem. Het dal ligt ten noorden van Eys. Door het dal loopt onder andere de Eyserweg, de weg van Eys naar Trintelen.
Het dal snijdt in op het Plateau van Ubachsberg en strekt zich uit van Trintelen en Eyserheide op het plateau, naar Eys in het Eyserbeekdal.
In het westen wordt het droogdal begrensd door de Eyserberg met daarop het Eyserbos. In het oosten wordt het droogdal begrensd door de heuvel waarop Trintelen gelegen is met als zuidelijke uitloper de Boerenberg bij Eys. Op de Boerenberg stond vroeger het mottekasteel Eys.

## Wielrennen
De heuvel wordt in de wielersport vanuit Eys beklommen over de Eyserweg.